# Maestà fedelissima

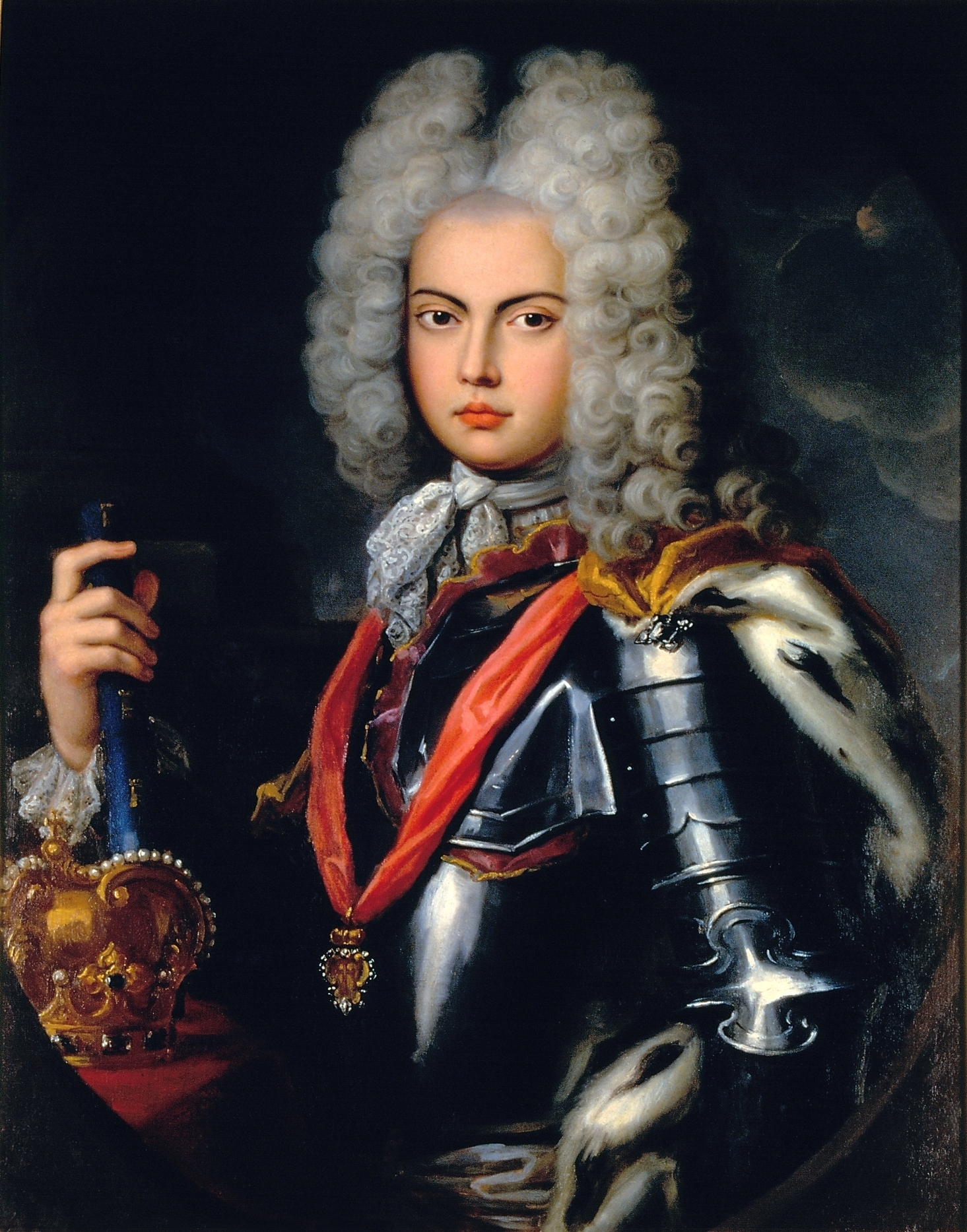
Sua maestà fedelissima Giovanni V del Portogallo

Sua maestà fedelissima (in portoghese: sua majestade fidelìssima) è il trattamento che il papa ha tradizionalmente concesso ai re del Portogallo.
Tale appellativo onorifico può precedere il titolo di re di Portogallo e Algarve (Sua majestade fidelìssima o rei de Portugal e Algarve).
Primo a ricevere il titolo fu Giovanni V del Portogallo, che lo ebbe nel 1748 da papa Benedetto XIV in un'apposita costituzione.
Il titolo, che può essere conferito a un re o a una regina, se non viene ritirato dal pontefice diventa ereditario fra i discendenti.
Attualmente si fregia del titolo di maestà fedelissima Duarte Pio di Braganza, pretendente al trono del Portogallo.